# Ариф аль-Ариф
Ариф аль-Ариф (араб. عارف العارف‎, 1891, Иерусалим — 30 июля 1973, Рамаллах) — палестинский политик, который с 1950 по 1951 год был мэром Восточного Иерусалима.
Вырос в Иерусалиме и учился во французском лицее «Lycee de Constantinople» в Стамбуле. Потом в Стамбульском университете изучал политическую экономию. После учёбы работал журналистом в газете «Филастин» в Яффе. Во время Первой мировой войне служил офицером в османской армии. На Кавказе в 1916 году попал в плен и провёл три года в лагере под Красноярском. После Великой Социалистической Октябрьской революции он вернулся в Палестину.
Ариф аль-Ариф создал первую националистическую арабскую газету в Палестине после войны, Suriyya al-Janubiyya, которая проповедовала сопротивление против сионизма и поддерживала идеи Панарабизма.
После беспорядков в апреле 1920 года он был приговорён британскими властями к 10 годам лишения свободы, но ему удалось сбежать. В 1929 году он вернулся в подмандатную Палестину и продолжил политическую деятельность. В 1929 - 1939 годах он занимал должность наместника Беэр-Шевского округа.